# Ivan Ruml
Ivan Ruml (* 2. březen 1951 v Českých Budějovicích) je český rozhlasový redaktor. Věnoval se vedle dalších témat především opeře.

## Život
Vystudoval na pražské konzervatoři hru na klavír. Poté vystudoval dějiny hudby a dějiny divadla na filozofické fakultě Univerzity Karlovy. Nejprve pracoval v Československé tiskové kanceláři. Od roku 1983 pracoval v hudební redakci Československého rozhlasu.